# Пърл Ривър (окръг, Мисисипи)
Окръг Пърл Ривър (на английски: Pearl River County) е окръг в щата Мисисипи, Съединени американски щати. Площта му е 2121 km², а населението - 48 621 души (2000). Административен център е град Поплървил.